# Grab pospolity
Grab pospolity, g. zwyczajny (Carpinus betulus L.) – gatunek średniej wielkości drzewa liściastego z rodziny brzozowatych (Betulaceae) (we współczesnych systemach APG, w innych ujęciach w rodzinie leszczynowatych). Występuje w Europie od Francji do Ukrainy. W Polsce częsty na całym niżu i w niższych położeniach górskich. Podczas holocenu, w okresach znacznego spadku liczby ludności, bywał gatunkiem dominującym w lasach.

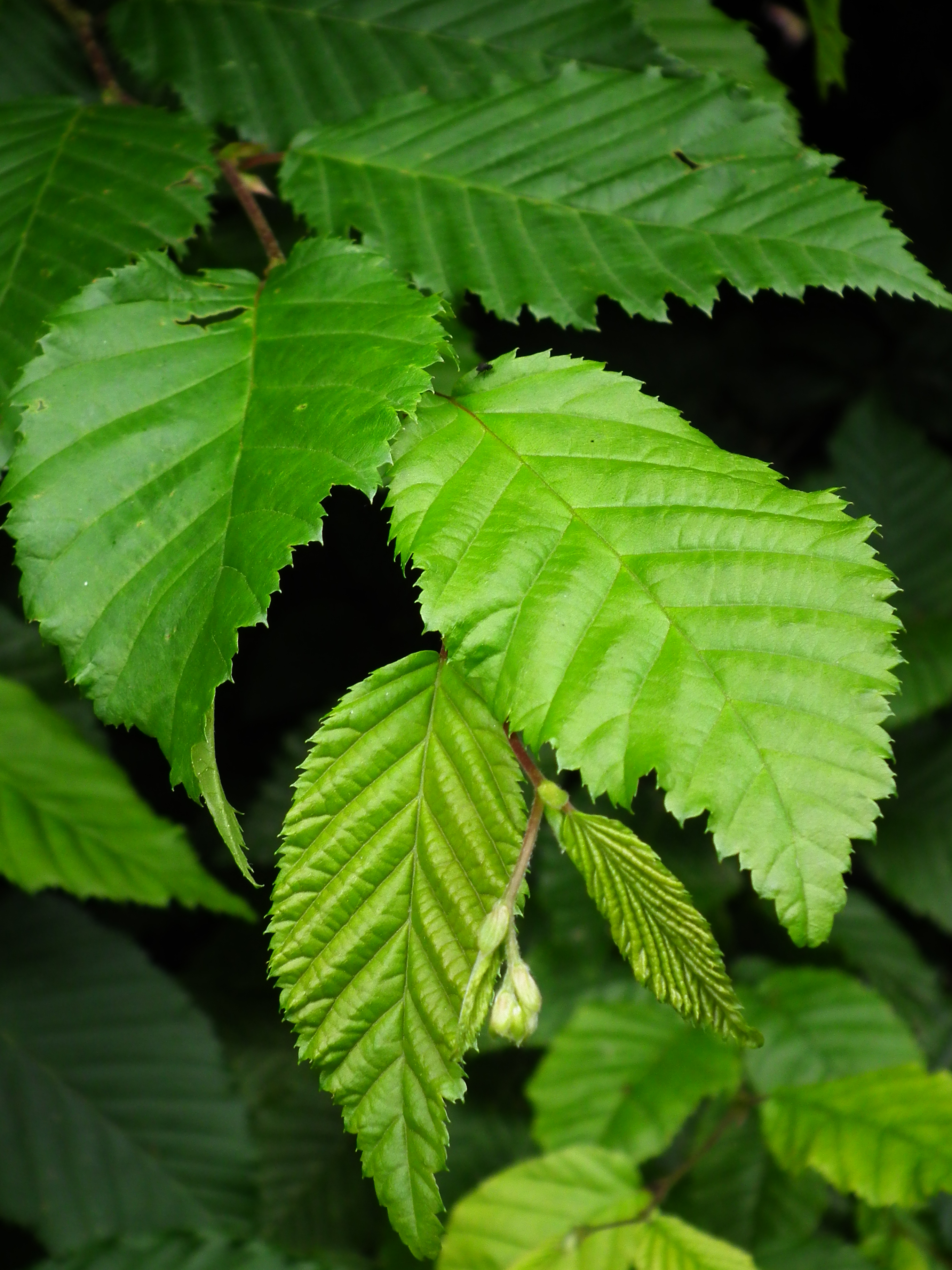
Liście

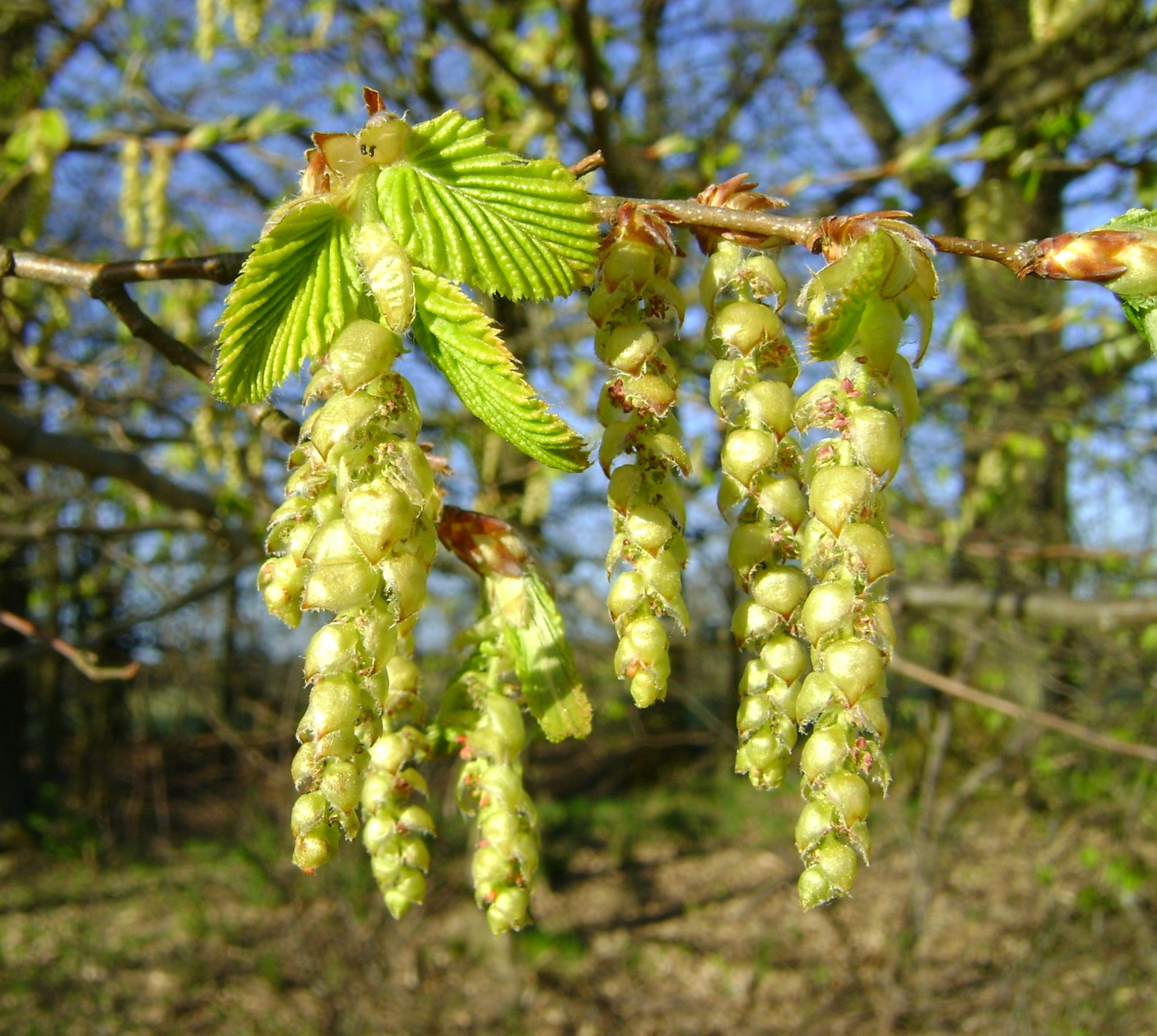
Kwiatostany

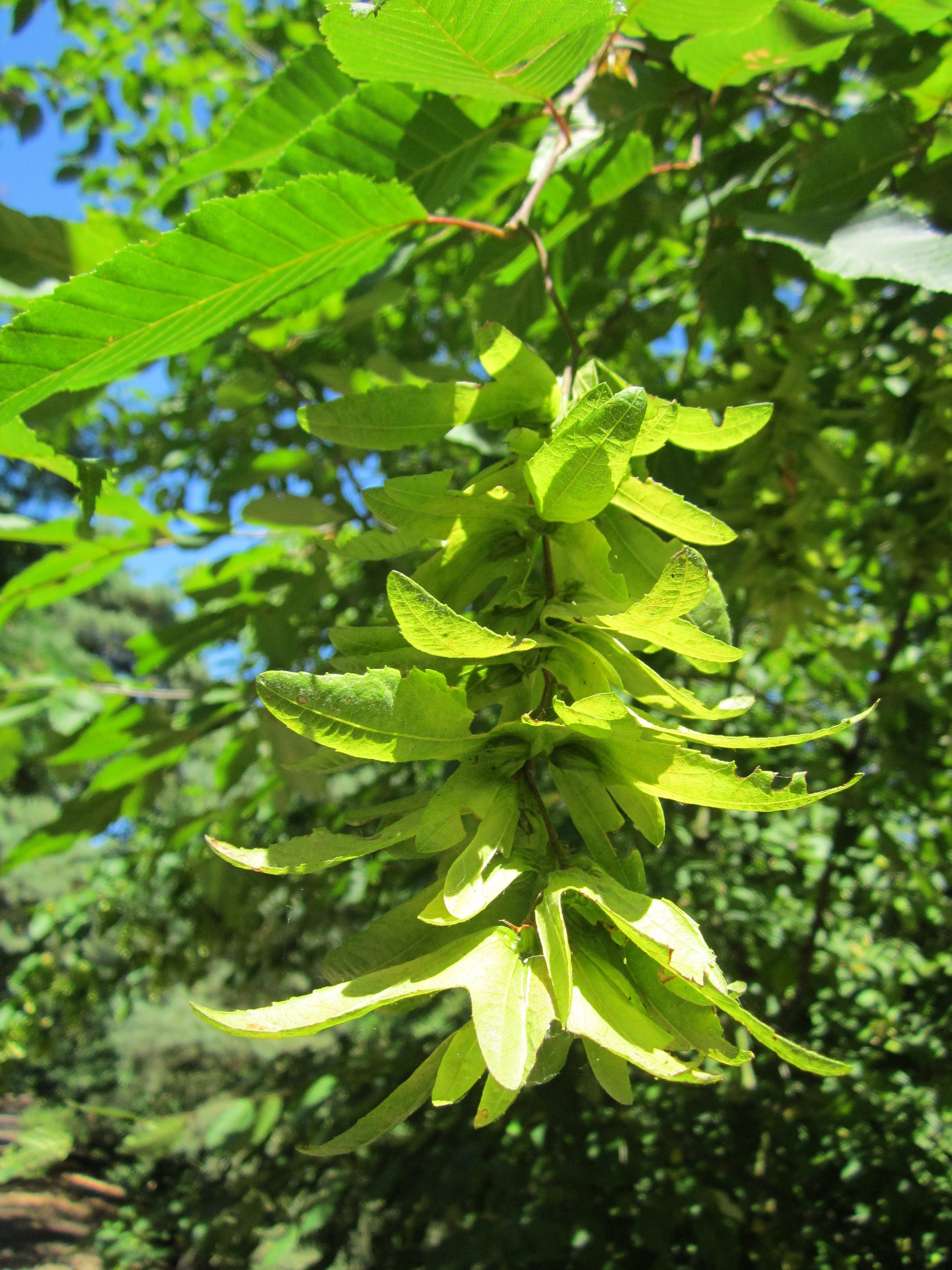
Owoce

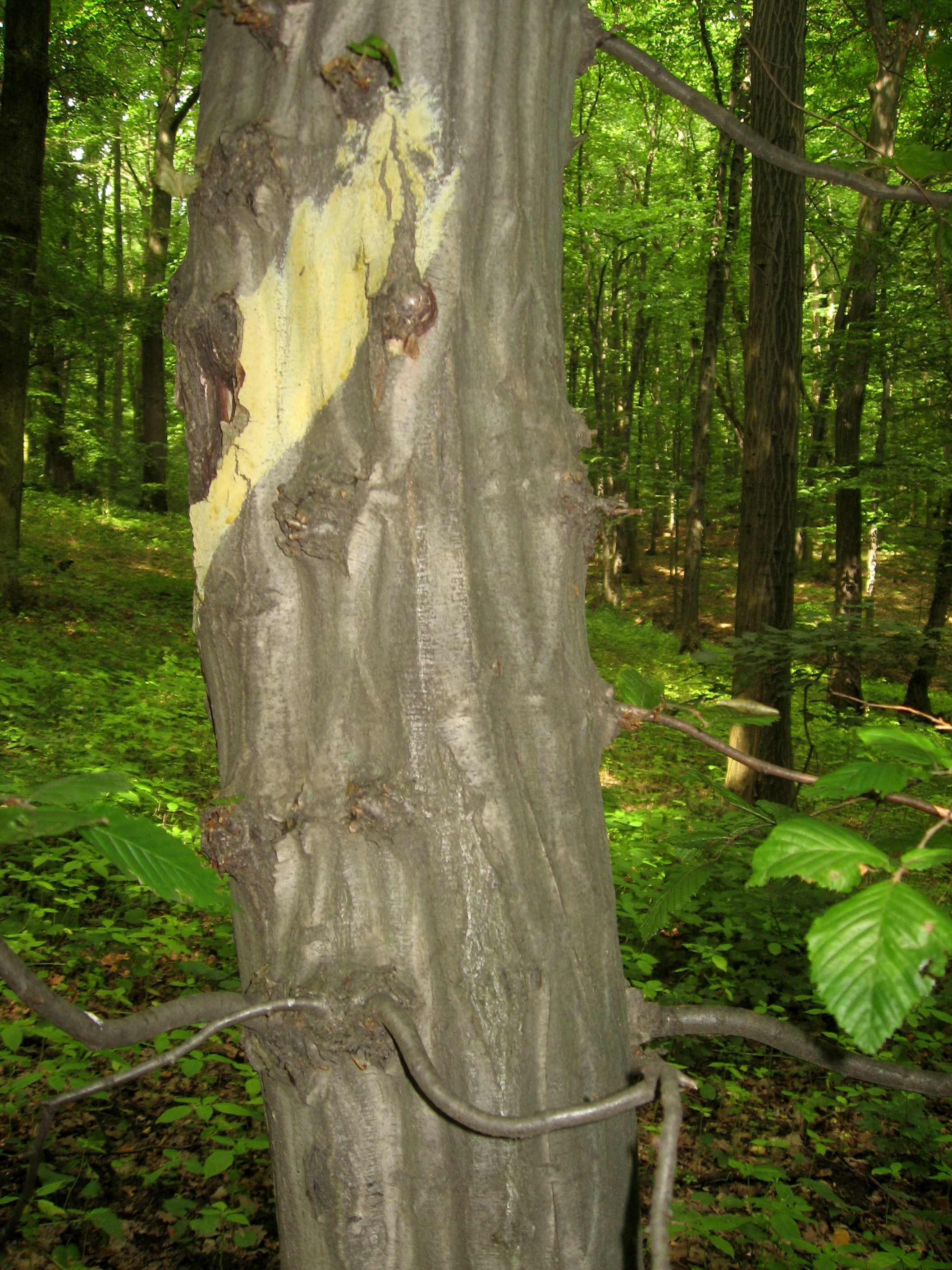
Pień

## Morfologia
PokrójDrzewo dorastające zazwyczaj do 25 m (maksymalny wzrost w Puszczy Białowieskiej to 34 m) z gęstą, miotlastą koroną, silnie zagęszczoną, szeroką i wysoką.
KoraCiemna, ziemista z siatkowatym wzorem, zwykle o falistej powierzchni. Gałązki giętkie z jasnymi kropkami (przetchlinki), młode nieco owłosione.
LiścieUlistnienie skrętoległe, liście pojedyncze, podwójnie piłkowane, nerwy spodem omszone. Ogonek ok. 1,5 cm, eliptyczna lub jajowata blaszka liściowa charakterystycznie harmonijkowato pofałdowana o długości 5–10 cm i szerokości do 6 cm. Jesienią liście przebarwiają się na żółty kolor.
PąkiPączki liściowe są ostro zakończone, przylegają skośnie do pędów i pokryte są łuskami; górą jasnobrązowe, dołem zielone. Pąki kwiatowe są większe od liściowych.
KwiatRoślina jednopienna, ale o kwiatach jednopłciowych. Kwiaty żeńskie są niepozorne i tworzą luźne, wzniesione kłosy, kwiaty męskie wyrastają na szczycie gałązek i tworzą kotki o długości 3,5–5 cm.
OwocJednonasienne orzeszki o trójklapowej okrywie służącej jako organ lotny.

## Biologia i ekologia
Roślina wieloletnia, megafanerofit. Kotki kwiatowe pojawiają się w maju wraz z liśćmi. Owoce dojrzewają od września do października, rozsiewane są przez wiatr. Lubi świeże gleby wapienne, nie za suche, ale i nie podmokłe. Występowanie: lasy mieszane i liściaste. W klasyfikacji zbiorowisk roślinnych gatunek charakterystyczny dla All. Carpinion, Ass. Stellario-Carpinetum i gatunek wyróżniający dla Ass. Aceri-Tiletum. Opadłe liście grabu są pożywką m.in. dla bakterii z rodzaju Methylobacterium. Liczba chromosomów 2n= 64. Należy do najbardziej odpornych na zacienienie drzew występujących w Europie Środkowej.

## Zastosowanie
- Roślina ozdobna – stosowana na żywopłoty. Charakterystyczną cechą tego gatunku jest skłonność do wytwarzania odrośli korzeniowych, co wykorzystuje się w ogrodnictwie do zagęszczania żywopłotów. Doskonale znosi cięcie. Grab czasami sadzony jest w parkach, nadaje się także na bonsai.
- Drewno grabu jest beztwardzielowe, bardzo twarde, ciężkie, sprężyste i trudne w obróbce, wykorzystywane na opał. Ma dużą wartość opałową – jedną z największych wśród drzew występujących w Polsce. Dawniej ze względu na twardość robiono z niego m.in. koła młyńskie, a z gałęzi – klatki dla ptaków. Ma także zastosowanie do wyrobu niektórych instrumentów muzycznych, np. trzonków młoteczków fortepianowych, pałeczek perkusyjnych, a także do produkcji korpusów strugów stolarskich, pobijaków.

## Grab pospolity w Polsce
Gatunek ten jest jedynym rodzimym taksonem z rodzaju Carpinus rosnącym w Polsce. Na obszarach nizinnych i wyżynach występuje dość pospolicie, ale w dużym rozproszeniu i w niewielkiej ilości, stanowiąc poniżej 0,5% w drzewostanach. W górach granica występowania zwykle sięga 600 m n.p.m., w Bieszczadach do 900 m n.p.m. Lasy zdominowane przez grab pospolity są nieliczne i niewielkie i występują we wschodniej Polsce. Największy obwód wśród grabów w Polsce ma drzewo o obwodzie 436 cm w Ogrodzie Botanicznym Uniwersytetu Warszawskiego oraz okaz w Jankowicach o obwodzie 402 cm (krajowy rekordzista wśród grabów rosnących w warunkach naturalnych), a za najstarsze uważa się drzewo z arboretum w Gołuchowie o wieku 199 lat (w 2018 r.) i obwodzie 374 cm. Z kolei najwyższy grab polski, rosnący w Puszczy Białowieskiej i mający 34,2 m jest jednocześnie rekordzistą europejskim.